# Transfert de noyau

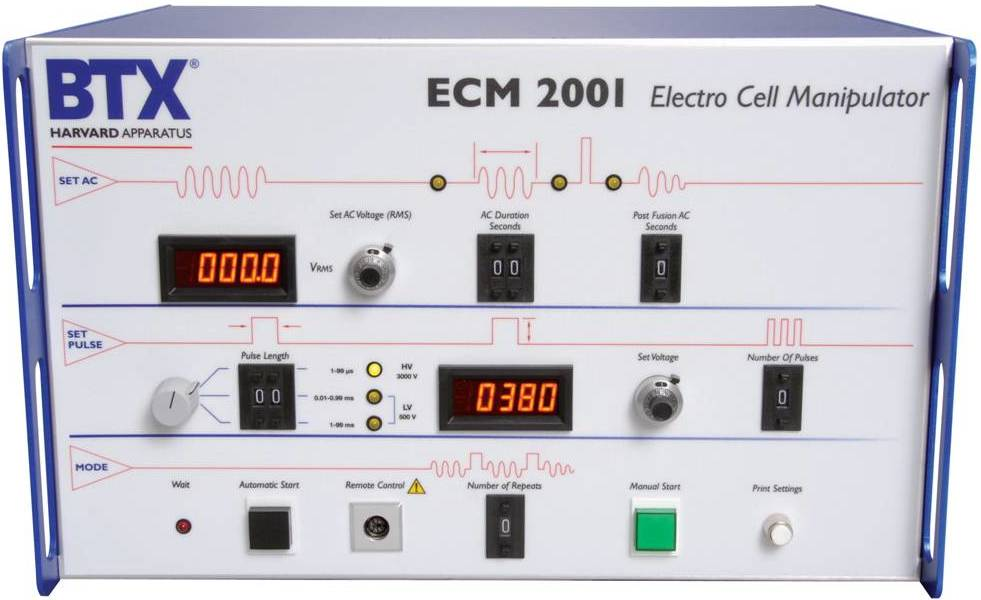
BTX ECM 2001. Générateur d'électrofusion utilisé pour les applications de transfert de noyau

Le transfert de noyau est une technique biologique proche du clonage auquel elle est souvent, mais abusivement, assimilée. Les étapes consistent à retirer l’ADN d’un ovocyte (ovule non fécondée) et à y injecter en remplacement un noyau contenant l’ADN que l'on désire cloner. Parfois, la cellule nouvellement construite se divise normalement, répliquant le nouvel ADN tout en restant dans un état pluripotent. Si les cellules clonées sont alors implantées dans l'utérus d'une femelle, un organisme cloné peut se développer. C'est ainsi que la brebis Dolly et de nombreuses autres espèces ont été clonées. Mais on peut aussi rechercher par cette technique à multiplier à des fins thérapeutiques des cellules correspondant au tissu dont est issu la cellule somatique donneuse, on parle alors de clonage non reproductif.

## Débat sur l'assimilation au clonage
Historiquement le clonage désigne une colonie de cellules issues de la division non sexuée d'une même cellule, et qui donc seront toutes identiques. Plus récemment on applique cette notion de clonage à un organisme entier. Avec le transfert de noyau on obtient simplement deux organismes ou individus qui ne sont identiques que génétiquement. On entretient l'idée fausse qu'ils sont totalement identiques. Or deux individus génétiquement identiques ne sont pas identiques pour autant. Ni sur le plan biologique, ni sur le plan culturel et social, ni sur le plan psychique. Ainsi, même lorsque l'on prend le cas de vrais jumeaux, ils disposent de structures nerveuses et immunitaires différentes, car elles sont le résultat de processus épigénétiques, c'est-à-dire qui se produisent au cours du développement. En conséquence, appeler clonage cette reproduction asexuée par transfert de noyau est un abus de langage,,.

## Obstacles, outils et réactifs
Le transfert de noyau est un processus délicat ce qui constitue un obstacle majeur au développement de cette technique. Les matériels utilisés dans cette procédure sont un microscope, une pipette de maintien (à faible vide) pour maintenir l’ovocyte en place et une micropipette capable d’aspirer le noyau d’une cellule à l’aide d’un vide. Pour certaines espèces, telles que la souris, une perceuse est utilisée pour percer les couches externes de l'ovocyte. 
Divers réactifs chimiques sont utilisés pour augmenter l’efficacité de la technique. Des inhibiteurs de microtubules, tels que le nocodazole, sont utilisés pour arrêter l'ovocyte en phase M, au cours duquel sa membrane nucléaire est dissoute. Des produits chimiques sont également utilisés pour stimuler l'activation des ovocytes.

## Transfert de noyau de cellules somatiques à but non reproductif
Le transfert de noyau de cellules somatiques est le processus par lequel le noyau d'un ovocyte (ovule, cellule sexuée haploïde) est retiré puis remplacé par le noyau d'une cellule somatique (toutes les cellules du corps hormis les cellules de la lignée germinale, diploïdes). Les deux entités fusionnent pour devenir un, et les facteurs protéiques de l'ovocyte amènent le noyau somatique à se reprogrammer, redevenant pluripotent. La nouvelle cellule contient une information génétique identique à la cellule somatique donneuse. Après avoir stimulé la cellule, celle-ci commence à se diviser. On obtient ainsi en grand nombre des cellules souches pouvant être extraites 5 à 6 jours plus tard et utilisées à des fins de recherche ou de soins .

## Reprogrammation
La reprogrammation génomique est le processus biologique clé derrière le transfert de noyau. Les facteurs de reprogrammation actuellement non identifiés présents dans les ovocytes sont capables de déclencher une cascade d'événements qui peuvent réinitialiser la cellule mature et spécialisée dans un état embryonnaire indifférencié. On pense que ces facteurs sont principalement des protéines du noyau. 

## Développements récents
La faible efficacité de la technique a amené certains chercheurs, notamment Ian Wilmut, créateur de Dolly, à l'abandonner. 
Le 24 janvier 2018, deux clones de singes auraient été créés pour la première fois,, par cette technique. 

## Noori
Noori, née le 9 mars 2012 à Shuhama dans l'État indien de Jammu-et-Cachemire, est la première chèvre pashmina clonée en utilisant le processus du transfert de noyau. 